# Dializa
Dializa je biokemijski proces ločevanja snovi, ki se uporablja predvsem za čiščenje beljakovin. Osnovana je na prehajanju delcev (poleg beljakovin še soli, sladkorjev, vode itd.) skozi polprepustno membrano. 

## Uporaba dialize
Dializa temelji na uporabi prozorne membrane, ki zadržuje molekule, večje od por, molekule, ki so manjše od por, pa prepušča. Uporablja se predvsem takrat, ko beljakovine obarjamo s solmi, ki pa jih moremo po obarjanju odstraniti in bi lahko motile nadaljnje določevanje; tak postopek imenujemo razsoljevanje. Dializni postopek lahko uporabimo tudi, če želimo odstraniti ione ali majhne molekule, ki so šibko vezane na biološke molekule. Ker se lahko zgodi, da se encimska aktivnost beljakovin med dializo spremeni, je dobro, če prihranimo nekaj prvotnega vzorca za nadaljnjo analizo.

## Dializno črevo
Pri dializi uporabljamo tanko membrano v obliki črevesa. Dializno črevo je lahko različnih razsežnosti z različno velikimi porami, navadno je narejeno iz acetilirane celuloze ali nitroceluloze, lahko pa tudi iz karbometil celuloze, kolodija ali celofana z velikostjo por od 1–20 nm, vendar običajno polprepustna membrana dializnega črevesa ne prepušča molekul, večjih od 15.000–20.000 Da. Pred dializo moramo dializno črevo primerno pripraviti, saj se lahko zgodi, da so že pripravljena dializna črevesa onesnažena z glicerolom, ioni težkih kovin, spojinami, ki vsebujejo žveplo, ali celo encimi, ki jih moramo nujno odstraniti, saj bi sicer lahko nepovratno reagirali z vzorcem. 

### Priprava dializnega črevesa
Dializno črevo pripravimo tako, da najprej odrežemo primerno dolžino dializnega črevesa, nato pa ga za eno uro namočimo v 1% raztopino ocetne kisline. Po pretečenem času ga prenesemo v destilirano vodo. Kovinske ione odstranimo s sveže pripravljeno prevreto raztopino EDTA (1% raztopina NaHCO3 in 10 mM EDTA) tako, da znova pustimo namakati eno uro. Nato dializno črevo še najmanj petkrat speremo z destilirano vodo. Z metodo predpriprave dializnega črevesa lahko določimo, katere molekule bomo odstranjevali med postopkom dialize. 

## Izvedba in potek dializnega postopka
Metodo dialize izvedemo tako, da dializno črevo ustreznih razsežnosti in s primerno velikimi porami napolnimo z raztopino vzorca, dializno črevo na obeh straneh dobro stisnemo in spnemo ter nato potopimo v večji volumen raztopine, v katero želimo odstraniti določene snovi iz vzorčne raztopine. Molekule vode ter ioni oziroma molekule topljencev z majhno molekulsko maso lahko prehajajo iz dializnega črevesa v zunanjo raztopino (lahko pa se tudi vrnejo), beljakovine, ki pa so večje od por, pa ostanejo v dializnem črevesu. Ker gre za pasivno difuzijo, je za hiter prehod topljenca skozi membrano dializnega črevesa potrebna čim večja koncentracijska razlika, ki jo lahko dosežemo z mešanjem z magnetnim mešalom. Prehajanje se ustavi, ko je koncentracija določene snovi na obeh straneh membrane enaka (ko dosežemo ravnovesje). Rezultat sta dializni preostanek (kar ne difundira skozi membrano) in dializat (vse kar preide skozi membrano). Visoke koncentracije soli ali organskih razkrojil v vzorcu povzročijo, da voda vstopi v dializno črevo, preden sol preide v okoljno raztopino. To ima za posledico povečanje volumna v dializnem črevesu, zaradi česar lahko pride do odmašitve enega ali obeh koncev dializnega črevesa, lahko pa tudi raznese dializno črevo. Temu se lahko izognemo tako, da po napolnjenju dializnega črevesa le-tega ne zapremo preveč tesno, ampak pustimo nekaj prostora.

## Drugi načini uporabe
Dializiramo lahko tudi s pomočjo posebnih aparatov. S pomočjo dialize lahko poleg razsoljevanja in zamenjave pufrov ugotavljamo tudi konstanto vezave nizkomolekularnih ligandov na molekule (npr. dvovalentnih kationov na encim), vendar v tem primeru potrebujemo še dodatne analitske tehnike, s katerimi lahko natančno spremljamo prehajanje nizkomolekularnega liganda skozi polprepustno membrano. 

## Temperatura dialize
Običajno se izmenjava pufrov oziroma razsoljevanje izvaja pri nizkih temperaturah (+4 °C). 

## Lastnosti dializnih pufrov
Pufri, ki jih uporabljamo, morajo imeti nizko ionsko moč, paziti pa moramo tudi na to, da ne uporabimo snovi, ki bi reagirale z molekulo, ki jo želimo izolirati, ali je celo uničile, prav tako pa moramo biti pozorni na pH pufra. 

## Čas izvajanja dialize
Čas, ki je potreben za uravnoteženje koncentracije, je odvisen od volumnov in mešanja, vendar postopek dialize običajno ne traja več kot tri ure. Dializni sistem, ki je dobro mešan, lahko v 2–3 urah doseže 90% osmotsko ravnotežje. Z eno samo dializo določenega topljenca ne moremo popolnoma odstraniti, saj je koncentracija snovi, ki je bila sprva samo v dializnem črevesu (in jo želimo iz raztopine izločiti), po enem dializnem postopku enaka znotraj dializnega črevesa in v dializnem pufru. Iz tega razloga izvedemo več zaporednih dializ, od katerih naj bi dve navadno trajali tri ure, ena pa preko noči, volumen pufra pa mora biti vsaj 100–1000-krat večji, kot je volumen vzorca. Če je volumen dializnega pufra 50–krat večji od volumna raztopine, ki se nahaja v dializnem črevesu, bo končna koncentracija topljenca, katerega koncentracijo želimo zmanjšati, kvečjemu 51–krat manjša od začetne. Nadaljnje zmanjšanje koncentracije lahko dosežemo z večkratno zamenjavo dializnega pufra. Z večkratno zamenjavo manjših volumnov pufra dosežemo boljši učinek kot pa z enkratno dializo z velikim volumnom pufra. 

## Pogoji za uspešno izveden dializni postopek
Nevarnost kemijskega onesnaženja snovi, ki jo izoliramo, je večja, kadar imamo zelo razredčeno raztopino beljakovin, medtem ko je razmerje membrana/beljakovine veliko. Za raztopine beljakovin s koncentracijo 10 mg/ml ali manj je verjetneje, da ločitev ne bo uspešna, zato je bolje, da raztopino, ki jo želimo očistiti, nalijemo v suho dializno črevo in ga zapremo šele po omočenju. 

## Prednosti dialize
Prednost dialize je ta, da praktično ne pride do sprememb volumna vzorca.

## Slabosti dialize
Dializo, ki je bila včasih standardni postopek ločevanja beljakovin, izveden pri skoraj vsakem čiščenju beljakovin, je danes zamenjala gelska filtracija. Čeprav je postopek dialize preprost, poceni in zanj ne potrebujemo veliko opreme, pa ima dve glavni pomanjkljivosti: dolg čas, ki ga porabimo za izvedbo ene dialize, in poraba velikih volumnov dializnega pufra. 